# Piet Rentmeester
Piet Rentmeester (Yerseke, 27 d'agost de 1938 - 11 de febrer 2017) va ser un ciclista neerlandès, que fou professional entre 1960 i 1966. Durant la seva carrera esportiva aconseguí més de 40 victòries, sent les més destacades la París-Camembert de 1962 i una etapa de la Volta a Catalunya.

## Palmarès
- 1958
  - 1r a la Volta a Limburg
- 1961
  - 1r a la Gant-Bruges-Anvers
  - 1r a la Nationale Sluitingsprijs
  - Vencedor de 2 etapes de la Volta als Països Baixos
  - Vencedor d'una etapa del Tour del Nord
- 1962
  - 1r a la Ronde van Gendringen
  - 1r a la Kuurne-Brussel·les-Kuurne
  - 1r a la París-Camembert
- 1963
  - 1r a la Brussel·les-Charleroi-Brussel·les
- 1964
  - Vencedor d'una etapa de la Volta a Catalunya
  - Vencedor d'una etapa de la Ruta del Sol

### Resultats a la Volta a Espanya
- 1964. Abandona